# 柏保路·柏斯
柏保路·柏斯（Pablo Ariel Paz Gallo，1973年1月27日—）是一名已退役的阿根廷足球員，司職後衛。他曾代表阿根廷出戰1996年奧運及1998世界盃。
他的职业生涯的顶峰是在特內里費。1998年，他代表阿根廷队参加世界杯，并在和克罗地亚国家足球队比赛中出场，并帮助球队获胜。其兒子歷高（Nicolás "Nico" Paz ）效力西甲班霸皇家馬德里。